# Medici del Vascello

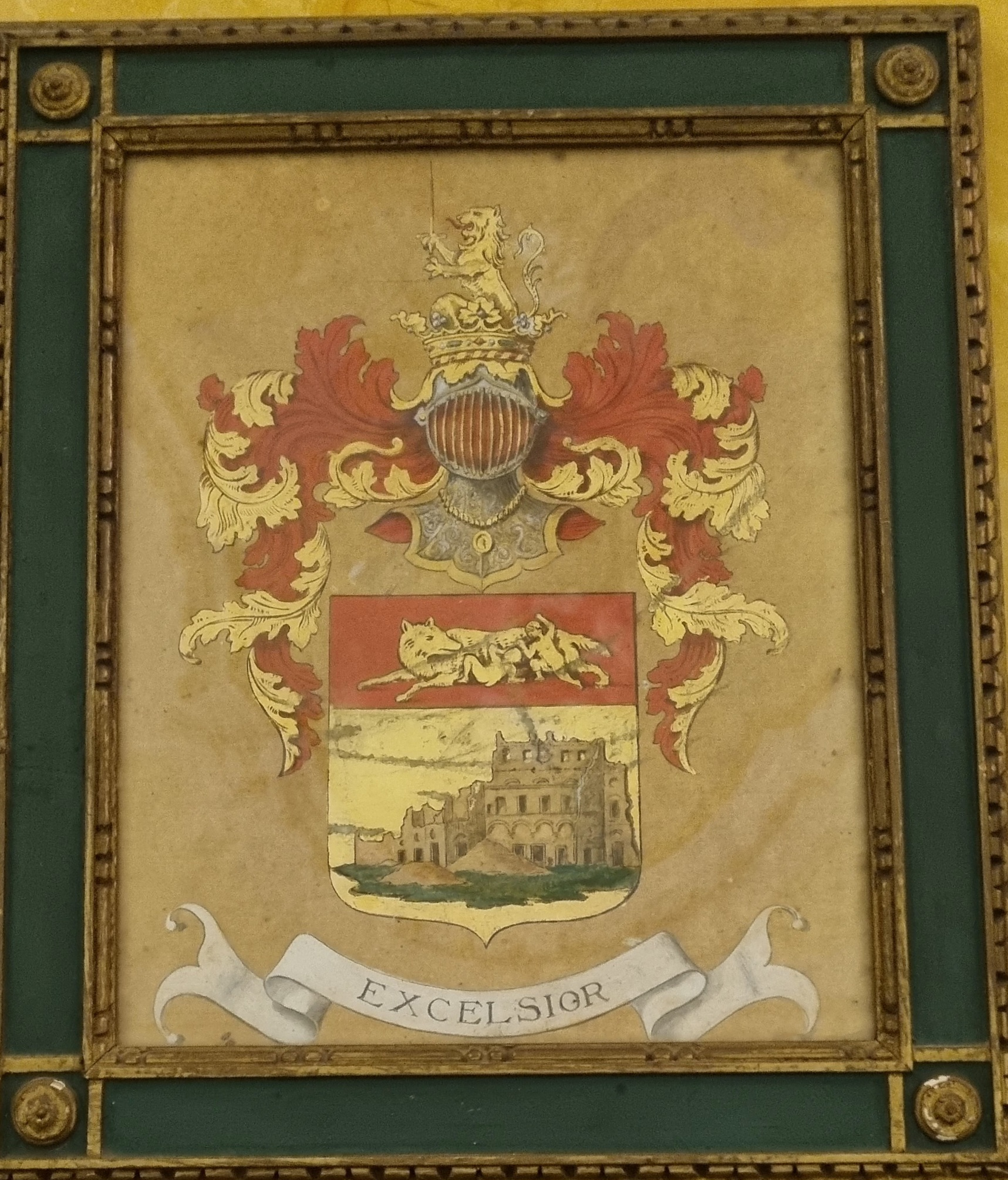
Stemma di Casa Medici del Vascello

La Casata dei Medici del Vascello è stata una famiglia nobiliare piemontese di età post-unitaria, fondata da Giacomo Medici del Vascello (1817-1882), generale garibaldino e protagonista della difesa della Villa del Vascello durante la Repubblica Romana del 1849. Il titolo di Marchese del Vascello fu concesso con motu proprio il 31 dicembre 1876 da Vittorio Emanuele II di Savoia, re d'Italia, in riconoscimento dei meriti militari e patriottici di Giacomo Medici.
Alla morte del fondatore, il titolo passò ai discendenti della linea maschile, tra cui Luigi Francesco Medici del Vascello (1911-1980). Sua figlia Elvina Medici del Vascello (1914-2004), divenuta principessa Pallavicini, fu figura influente negli ambienti monarchici romani del dopoguerra.

## Storia

### Origini

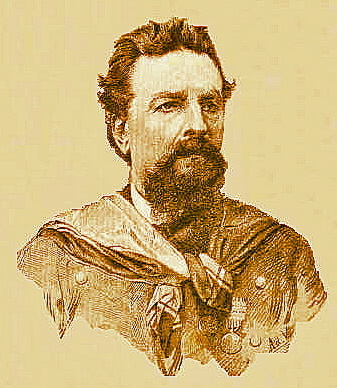
Giacomo Medici, generale garibaldino, insignito del titolo di marchese del Vascello nel 1876

La famiglia Medici del Vascello ebbe origine nel contesto della nobiltà post-unitaria italiana. Il titolo di Marchese del Vascello fu concesso a Giacomo Medici (1817-1882) con regio decreto motu proprio del 31 dicembre 1876 da parte del re Vittorio Emanuele II di Savoia. L’onorificenza venne attribuita in riconoscimento della sua partecipazione alla difesa della Villa del Vascello durante la Repubblica Romana (1849) Repubblica Romana del 1849, episodio ritenuto emblematico nel quadro delle guerre d'indipendenza italiane.
Giacomo Medici, ufficiale dell'esercito piemontese e generale dell'esercito meridionale, fu decorato con la medaglia d'oro al valor militare nel 1866, nominato prefetto di Palermo e aiutante di campo del re. Venne inoltre nominato senatore del Regno d'Italia e fu deputato in diverse legislature. Alla sua morte, avvenuta il 9 marzo 1882, non lasciò eredi diretti. Con regio decreto del 29 aprile 1891 e lettere patenti del 20 maggio successivo, il titolo fu conferito al cugino di secondo grado Luigi Medici, senatore del Regno e figlio di Francesco Medici.
Nel 1911, con un nuovo regio decreto motu proprio del 12 marzo e relative lettere patenti dell'11 maggio, il titolo di nobile dei marchesi del Vascello fu riconosciuto ai discendenti di Giuseppe Medici (fratello di Luigi), in particolare ai figli Oreste ed Ester, e a quelli di Francesco Medici, tra cui Giovanni, Giuseppe, Luigi, Giacomo, Emilia (in Marsaglia) e Francesco.
La casata, pur condividendo il cognome con i Medici di Firenze, non risulta imparentata con la dinastia toscana. Non vi è documentazione genealogica o araldica che attesti un collegamento diretto tra i due nuclei familiari, la cui origine e ascesa storica sono del tutto distinte.

### XX secolo

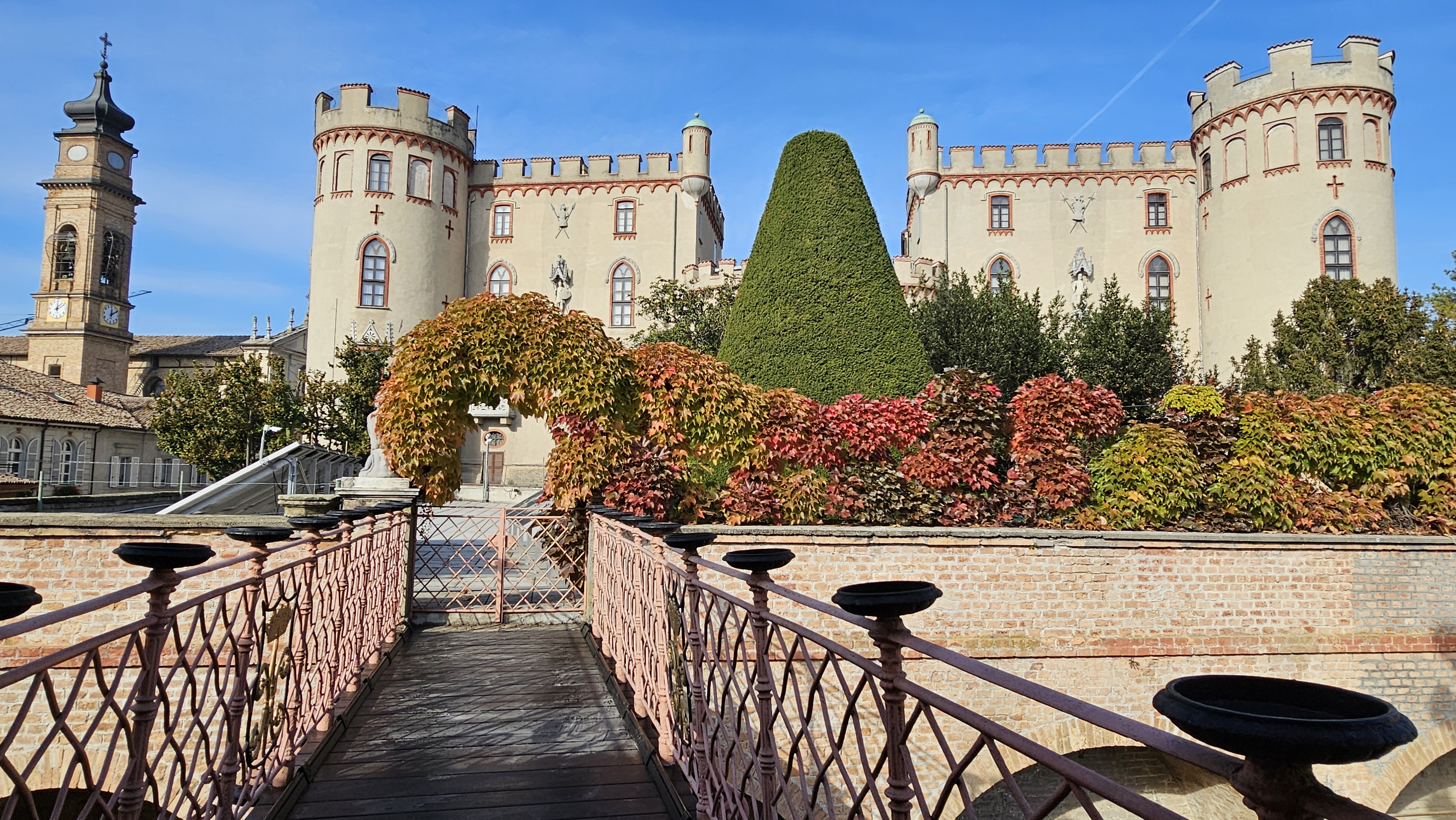
Castello di Costigliole d'Asti, residenza di Ester Medici del Vascello in Balduzzi

Nel XX secolo la famiglia Medici del Vascello fu presente in ambito politico, amministrativo e culturale. Giacomo Medici del Vascello (1883-1949), figlio di Francesco, fu ingegnere, senatore del Regno e sottosegretario di Stato durante il governo Mussolini. Operò nei settori delle infrastrutture pubbliche e dell'amministrazione centrale. Sposò Olga Leumann, figlia di Napoleone Leumann, industriale svizzero attivo a Torino e fondatore del villaggio operaio Leumann presso Collegno.
Dal matrimonio nacquero Luigi Francesco Medici del Vascello (1911-1980) ed Elvina Medici del Vascello (1914-2004). Luigi Francesco curò la gestione del patrimonio immobiliare familiare. Elvina, divenuta principessa Pallavicini per matrimonio, fu attiva negli ambienti culturali e religiosi romani, mantenendo un ruolo visibile nella nobiltà romana del secondo dopoguerra.

### Estinzione

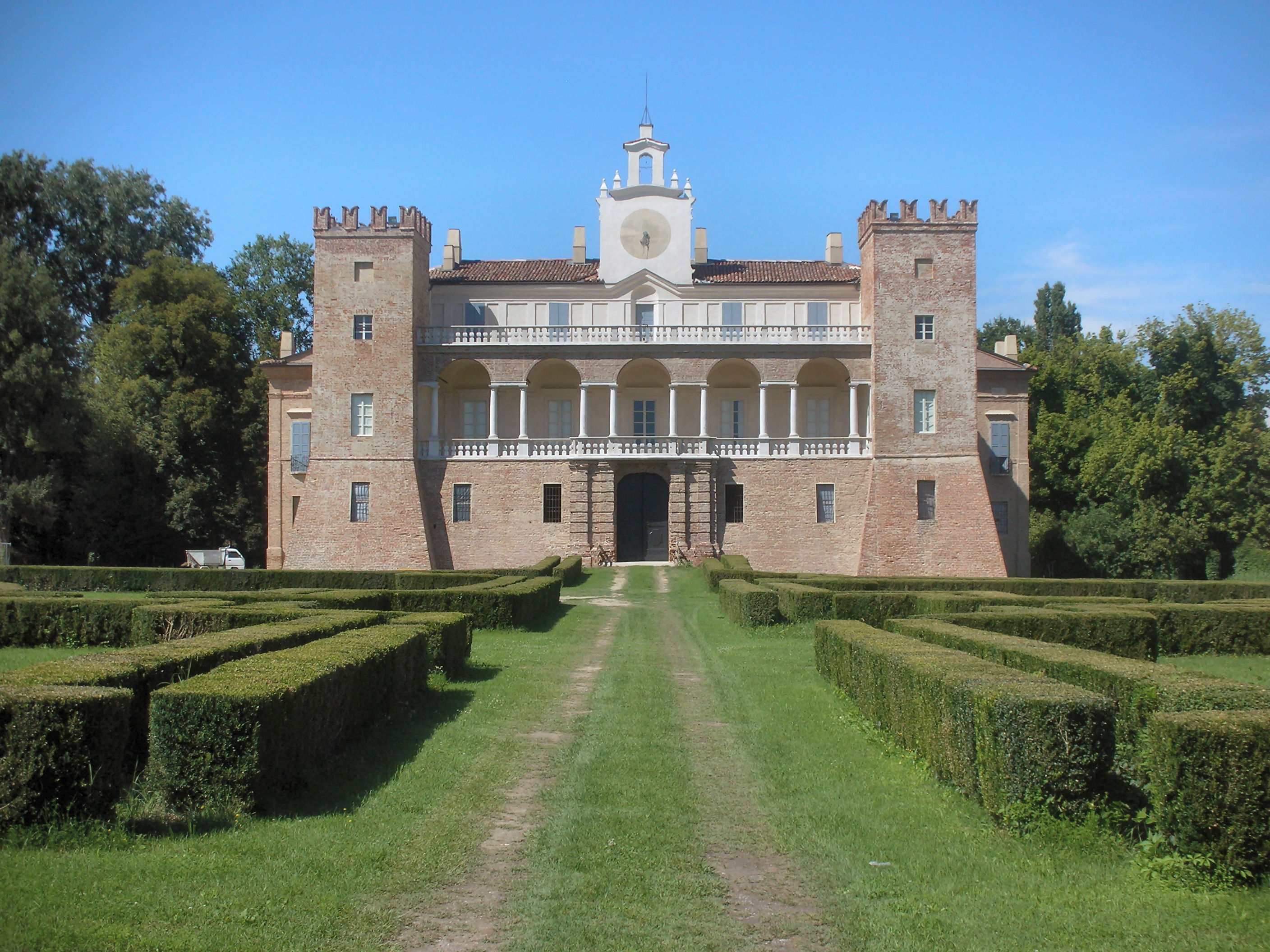
Villa Medici del Vascello nel 2014, dopo il restauro

L'ultimo titolare del titolo di Marchese del Vascello ed esponente del ramo primogenito della famiglia fu Giacomo Medici del Vascello (1956-2020), figlio di Luigi Francesco, in quanto il fratello minore Giuseppe (1958-1994) gli era premorto.
La famiglia fu proprietaria di diversi beni di valore storico e architettonico, tra cui la Villa Medici del Vascello a San Giovanni in Croce (poi acquisita dal Comune nel 2005), l'ala meridionale del Castello di Costigliole d'Asti, il Palazzo Medici del Vascello con la Torre Comentina in Asti, la residenza di Castello di Annone e alcuni terreni compresi nel Parco naturale La Mandria. La storica Villa del Vascello a Roma, luogo simbolico del titolo marchionale, fu alienata nel corso del XX secolo ed è oggi sede del Grande Oriente d'Italia.

## Marchesi del Vascello (1876-2020)
Il titolo di Marchese del Vascello fu conferito a Giacomo Medici da re Vittorio Emanuele II di Savoia con regio decreto motu proprio del 31 dicembre 1876, in riconoscimento della difesa della Villa del Vascello durante la Repubblica Romana del 1849. La dignità fu trasmessa attraverso il ramo della famiglia Medici stabilitosi tra Roma, Torino e l'Astigiano, fino all'estinzione della linea maschile nel 2020.
- Giacomo Medici (1817-1882), I marchese del Vascello;
- Luigi Medici (1824-1906), II marchese del Vascello, cugino del precedente;
- Giacomo Medici del Vascello (1883-1949), III marchese del Vascello, discendente del fratello di Luigi;
- Luigi Francesco Medici del Vascello (1911-1980), IV marchese del Vascello, figlio del precedente;
- Giacomo Medici del Vascello (1956-2020), V e ultimo marchese del Vascello, figlio del precedente.

## Albero genealogico
|                                                            |                                                                                |                                                                                |                                                                |                                                                |                                              |                                         |                                   |                                                                    |                                                                    |                                       |                                       |                                                |                                                   |                                                   |                                      |                                     |                                  |
|                                                            |                                                                                |                                                                                |                                                                |                                                                |                                              |                                         |                                   |                                                                    | ? *?†? ?                                                           |                                       |                                       |                                                |                                                   |                                                   |                                      |                                     |                                  |
|                                                            |                                                                                |                                                                                |                                                                |                                                                |                                              |                                         |                                   |                                                                    |                                                                    |                                       |                                       |                                                |                                                   |                                                   |                                      |                                     |                                  |
|                                                            |                                                                                |                                                                                |                                                                |                                                                |                                              |                                         |                                   |                                                                    |                                                                    |                                       |                                       |                                                |                                                   |                                                   |                                      |                                     |                                  |
|                                                            |                                                                                |                                                                                |                                                                |                                                                |                                              |                                         |                                   | Giovanni Battista Angelo *?†1852 Maria Beretta                     | Giovanni Battista Angelo *?†1852 Maria Beretta                     | Giovanni Domenico *?†? ?              | Giovanni Domenico *?†? ?              |                                                |                                                   |                                                   |                                      |                                     |                                  |
|                                                            |                                                                                |                                                                                |                                                                |                                                                |                                              |                                         |                                   |                                                                    |                                                                    |                                       |                                       |                                                |                                                   |                                                   |                                      |                                     |                                  |
|                                                            |                                                                                |                                                                                |                                                                |                                                                |                                              |                                         |                                   |                                                                    |                                                                    |                                       |                                       |                                                |                                                   |                                                   |                                      |                                     |                                  |
|                                                            |                                                                                |                                                                                |                                                                |                                                                |                                              |                                         |                                   | Giacomo, marchese del Vascello *1817†1882 Lady Ingham              | Giacomo, marchese del Vascello *1817†1882 Lady Ingham              | Francesco *?†? Maria Lucia Campanella | Francesco *?†? Maria Lucia Campanella |                                                |                                                   |                                                   |                                      |                                     |                                  |
|                                                            |                                                                                |                                                                                |                                                                |                                                                |                                              |                                         |                                   |                                                                    |                                                                    |                                       |                                       |                                                |                                                   |                                                   |                                      |                                     |                                  |
|                                                            |                                                                                |                                                                                |                                                                |                                                                |                                              |                                         |                                   |                                                                    |                                                                    |                                       |                                       |                                                |                                                   |                                                   |                                      |                                     |                                  |
|                                                            |                                                                                |                                                                                |                                                                |                                                                | Luigi, marchese del Vascello *1836†1915      | Luigi, marchese del Vascello *1836†1915 | Francesco *1847†1911 Elvina Rocca | Francesco *1847†1911 Elvina Rocca                                  |                                                                    |                                       |                                       |                                                |                                                   |                                                   | Giuseppe *1841†1922 Francesca Sardi  | Giuseppe *1841†1922 Francesca Sardi |                                  |
|                                                            |                                                                                |                                                                                |                                                                |                                                                |                                              |                                         |                                   |                                                                    |                                                                    |                                       |                                       |                                                |                                                   |                                                   |                                      |                                     |                                  |
|                                                            |                                                                                |                                                                                |                                                                |                                                                |                                              |                                         |                                   |                                                                    |                                                                    |                                       |                                       |                                                |                                                   |                                                   |                                      |                                     |                                  |
|                                                            |                                                                                | Giacomo, marchese del Vascello *1883†1949 Olga Leumann                         | Giacomo, marchese del Vascello *1883†1949 Olga Leumann         | Giovanni *?†? Alessandra Rossi di Monte Lera                   | Giovanni *?†? Alessandra Rossi di Monte Lera | Giuseppe *?†?                           | Giuseppe *?†?                     | Luigi *1881†1962 Paola Antonia Sanfelice di Monteforte senza eredi | Luigi *1881†1962 Paola Antonia Sanfelice di Monteforte senza eredi | Emilia *?†? Giacomo Marsaglia         | Emilia *?†? Giacomo Marsaglia         | Francesco *?†? Maria Carolina Mocenigo Soranzo | Francesco *?†? Maria Carolina Mocenigo Soranzo    | Oreste *1870†1939 Onorina Scaravelli              | Oreste *1870†1939 Onorina Scaravelli | Ester *1873†1965 Oreste Balduzzi    | Ester *1873†1965 Oreste Balduzzi |
|                                                            |                                                                                |                                                                                |                                                                |                                                                |                                              |                                         |                                   |                                                                    |                                                                    |                                       |                                       |                                                |                                                   |                                                   |                                      |                                     |                                  |
|                                                            |                                                                                |                                                                                |                                                                |                                                                |                                              |                                         |                                   |                                                                    |                                                                    |                                       |                                       |                                                |                                                   |                                                   |                                      |                                     |                                  |
|                                                            | Luigi Francesco, marchese del Vascello *1911†1980 Maria Isabella Brivio Sforza | Luigi Francesco, marchese del Vascello *1911†1980 Maria Isabella Brivio Sforza | Elvina *1914†2004 Guglielmo Pallavicini, principe di Gallicano | Elvina *1914†2004 Guglielmo Pallavicini, principe di Gallicano |                                              |                                         |                                   |                                                                    |                                                                    |                                       |                                       |                                                | Osvaldo *1902†1978 Enrica Bourguignon senza eredi | Osvaldo *1902†1978 Enrica Bourguignon senza eredi | Giselda *1905†1983                   | Giselda *1905†1983                  |                                  |
|                                                            |                                                                                |                                                                                |                                                                |                                                                |                                              |                                         |                                   |                                                                    |                                                                    |                                       |                                       |                                                |                                                   |                                                   |                                      |                                     |                                  |
|                                                            |                                                                                |                                                                                |                                                                |                                                                |                                              |                                         |                                   |                                                                    |                                                                    |                                       |                                       |                                                |                                                   |                                                   |                                      |                                     |                                  |
| Giacomo, marchese del Vascello *1956†2020 Rossella Manzone | Giacomo, marchese del Vascello *1956†2020 Rossella Manzone                     | Giuseppe *1958†1994                                                            | Giuseppe *1958†1994                                            |                                                                |                                              |                                         |                                   |                                                                    |                                                                    |                                       |                                       |                                                |                                                   |                                                   |                                      |                                     |                                  |